# Пухлик Борис Михайлович
Пухлик Борис Михайлович (нар. 11 травня 1945, м. Свердловськ (нині Довжанськ), Україна)- 22 липня 2022 року)— український вчений у галузі алергології, імунології, фтизіатрії, доктор медичних наук (1985 р.), професор (1991 р.). Завідувач кафедри фтизіатрії з курсом клінічної імунології (!якого вишу) (1992 р.). Президент Асоціації алергологів України (1997 р.). Лауреат Державної премії України в галузі науки і техніки (2012 p.)

## Біографія
Борис Михайлович Пухлик народився 11 травня 1945 року в м. Свердловську (нині Довжанськ) Луганської області.
- 1963—1969 р.р. навчався у Вінницькому медичному інституті ім. М. І. Пирогова на педіатричному факультеті. Після закінчення інституту працював на посаді старшого лікаря протитуберкульозного санаторію та педіатра дільничної лікарні.
- 1976 р. — переведений на роботу до Вінницького обласного відділу охорони здоров'я. Включений до резерву кадрів міністра охорони здоров'я.
- 1977 р. — асистент кафедри фтизіатрії Вінницького медичного інститут ім. М. І. Пирогова. Захистив кандидатську дисертацію зі фтизіатрії під керівництвом професора Березовського Бориса Абрамовича.
- 1980—1981 р.р. — керує одним з найбільших клінічно-епідеміологічних досліджень у галузі алергології у Вінницькій області.
- 1985 р. — захистив докторську дисертацію. Тема дисертаційної роботи: «Алергічні захворювання у хворих на туберкульоз» .
- Основні напрямки наукової діяльності — проблема поширення алергічних захворювань, дослідження у галузі епідеміології алергічних захворювань, фтизіатрія. Зусиллями Пухлика Бориса Михайловича, вперше у світі, організовується алергологічний кабінет на базі Вінницького протитуберкульозного диспансеру.
- 1986 р. — учасник ліквідації наслідків аварії на ЧАЕС.
- 1988 р. — ініціатор створення першої в Україні імунологічної лабораторії на базі Вінницької обласної дитячої лікарні.
- 1990—1991 р.р. — розпочинає друге клінічно-епідеміологічне дослідження у галузі алергології у Вінницькій області.
- 1991 р. — завідувач кафедрою фтизіатрії Вінницького медичного інституту ім. М. І. Пирогова.
- 1992 р. — відкриття курсу клінічної імунології та алергології при кафедрі фтизіатрії Вінницького медичного інституту ім. М. І. Пирогова. Разом з професором Коганом Б. Й. створює лабораторію екологічної імунології та алергології при Центральній науково-дослідній лабораторії Вінницького медичного інституту ім. М. І. Пирогова та імунологічний центр з алерго-імунологічною лабораторією на базі Вінницького обласного протитуберкульозного диспансеру. На базі імунологічного центру до 1993 р. було обстежено та проліковано близько 16000 постраждалих внаслідок аварії на ЧАЕС.
- 1993 р. — Пухлик Б. М. відкриває та очолює перше в Україні підприємство з виробництва препаратів-алергенів для діагностики та лікування алергічних захворювань (ТОВ «Імунолог», м. Вінниця).
- з 1997 р.- ініціює створення Асоціації алергологів України з метою захисту інтересів, максимальної реалізації творчого потенціалу і соціально-правового захисту спеціалістів, зайнятих у галузі алергології. Обраний президентом Асоціації алергологів України.
- 2012 р. — у складі колективу, стає Лауреатом Державної премії України в галузі науки і техніки за роботу «Технології діагностики і лікування алергічних захворювань органів дихання із застосуванням вітчизняних препаратів алергенів».
- 2013 р. — заснував приватний алерго-імунологічний центр «Клініка професора Пухлика», який надає медичну допомогу пацієнтам алергологічного та імунологічного профілю.

## Наукова діяльність
- 1969 — Закінчив Вінницький медичний інститут ім. М. І. Пирогова;
- 1985 — Доктор медичних наук. Тема дисертаційної роботи: «Алергічні захворювання у хворих на туберкульоз»
- 1991 — Професор;
- 1992 — Завідувач кафедрою фтизіатрії з курсом клінічної імунології;
- 1997 — Президент ВГО «Асоціація алергологів України»;
- 2012 — Лауреат Державної премії України в галузі науки і техніки за роботу «Технології діагностики і лікування алергічних захворювань органів дихання із застосуванням вітчизняних препаратів алергенів» (у складі колективу)

Професор Б. М. Пухлик є автором понад 350 наукових праць, зокрема 16 монографій, понад 30 патентів на винаходи, більш ніж 20 методичних рекомендацій, підручників та посібників. Учнями Б. М. Пухлика є 1 доктор і 19 кандидатів наук.

## Нагороди
- Державна премія України в галузі науки і техніки 2012 року — за роботу «Технології діагностики і лікування алергічних захворювань органів дихання із застосуванням вітчизняних препаратів алергенів» (у складі колективу)[1].